# MBio
mBio-magazine is een tweemaandelijks wetenschappelijk tijdschrift dat wordt uitgegeven door de American Society for Microbiology in samenwerking met de American Academy of Microbiology.